# Сен-Антуан
Сен-Антуа́н (фр. Saint-Antoine корс. Saint-Antoine) — річка Корсики (Франція). Довжина 19,2 км, витік знаходиться на висоті 1 800 метрів над рівнем моря на схилах гори Інкудіне (Incudine) (2134 м). Впадає в Впадає в річку Ріццанезе на висоті 568 метрів над рівнем моря.
Протікає через комуни: Серра-ді-Скопамен, Цикаво, Цонца, Сан-Гавіно-ді-Карбіні і тече територією департаменту Південна Корсика та кантонами: Таллано-Скопамене (Tallano-Scopamène), Лев'є (Levie), Цикаво (Zicavo).